# 无用
《无用》是贾樟柯2007年导演的一部纪录片。它是贾樟柯在2006年的《东》之后的第二部纪录长片，与《东》和《一直游到海水变蓝》并称“艺术家三部曲”。这部影片讲述的发生在是中国的时尚界和服装产业的内部情况，记录了广州服装流水线上的工人、巴黎高级时装周上的设计师马可，以及在山西因服装大规模生产而生意冷清的裁缝们，这三种完全不同的生活状况。该片由西河星汇协同中国电影协会及Mixmind艺术设计公司出品。本片曾获得第64届威尼斯国际电影节最佳纪录片奖。

## 其他
片名“无用”的来源是设计师马可的一个品牌，马可认为，社会进入消费主义状态后，对事物的评估都是从效率和实用主义出发，有很多事情被认为是“无用”的，比如文化。贾樟柯认为这是个很独特的观点。“恰恰这样看似没有效率的事情是更重要的，电影和文学也因为充满了‘效率’而忽略了生活的本质”。